# 兰阿铁路
兰阿铁路专用线，也称阿干煤矿专用铁路，是中国甘肃省兰州市七里河区兰州西站至阿干镇的运煤专用铁路。全长27042米。

## 线路
在狭窄的河谷中，与雷坛河（也称阿干河、水磨沟）、兰阿公路伴行。
与硷沟沿的平交道口经常造成城市道路严重堵塞。

## 历史
1955年开始修建，1956年2月5日建成通车。建成当年，外运煤炭30多万吨。 
2007年4月因沿途违章建筑和非法农贸集市而停运。
2008年10月，阿井矿到石井矿之间长3km区段的铁路被拆除。

## 与其他铁路的连接
- 兰州西站：兰新铁路